# ليلي أندرسون
ليلي أندرسون (بالإنجليزية: Lily Anderson)‏ (15 ديسمبر 1988)؛ كاتِبة وروائية أمريكية.